# Head-Related Transfer Function
Die Head-Related Transfer Function (meist nur HRTF, seltener kopfbezogene oder Außenohr-Übertragungsfunktion) beschreibt die komplexe Filterwirkung von Kopf, Außenohr (Pinna) und Rumpf. Diese Amplituden-Auswertung ist neben den Laufzeitdifferenzen zwischen den Ohren wesentliche Grundlage unseres akustischen Lokalisationssystems.

HRTF-Filterwirkung

Die Elevation der Schallquelle verursacht keine Laufzeitunterschiede, ebenso wenig wie eine Unterscheidung zwischen frontaler und rückseitiger Schallquelle über die sonst für unsere Lokalisation so fundamentale Laufzeitdifferenz möglich wäre. Im Obertonbereich versagt die Laufzeitlokalisation völlig, weil mehrere Wellenlängen des Schalls in den Ohrabstand passen und die Auswertung dadurch ambivalent wird.
Deshalb sind wir zusätzlich auf die Auswertung von Amplitudenunterschieden angewiesen. Diese nehmen mit der Frequenz zu, weil Beugungseffekte an Kopf und Rumpf mit steigenden Frequenzen bzw. kürzeren Wellenlängen schwächer werden und somit der Schallschatten ausgeprägter wird. Bei weiter steigenden Frequenzen ermöglichen winkelabhängige Resonanzerscheinungen am Außenohr die Lokalisation in der Elevationsebene.
Prinzipiell sind diese Anhebungen und Absenkungen in den Blauertschen Bändern beschrieben, doch ist vor allem die Lage der Nullstellen in den Resonanzerscheinungen individuell sehr verschieden. Weil die HRTF-Lokalisation hauptsächlich auf erlernten Reizmustern beruht, kann aufgrund der anatomischen Unterschiede keine verallgemeinerte Funktion angegeben werden. Auch die Kunstkopf-Stereofonie, die auf dieser Filterwirkung beruht, arbeitet nur zufriedenstellend, wenn die Unterschiede zur hörenden Person nicht zu groß sind.
Bei der auf Phantomschallquellen basierenden Lautsprecherwiedergabe führt die komplexe Filterwirkung des Außenohrs zu deutlichen Fehlern, weil der Einfallswinkel der Wellenfronten meistens nicht mit dem Originalschallfeld übereinstimmt. Dadurch werden starke Amplitudenfehler verursacht, die u. a. zur Elevation der Phantommitte (Center) führen. Abhilfe könnte nur eine physikalische Rekonstruktion des Originalschallfelds bringen, wie sie im Holophonie-Ansatz angestrebt wird.